# Un día vi 10.000 elefantes
Un día vi 10.000 elefantes és una pel·lícula documental espanyola del 2015 dirigida per Àlex Guimerà i Juan Pajares i amb guió de Pere Ortín. Fou produïda per Several Studio, Televisió de Catalunya i TVE, amb ajuda de l'Institut de la Cinematografia i de les Arts Audiovisuals, l'Institut Català de les Empreses Culturals i l'Agència Espanyola de Cooperació Internacional per al Desenvolupament.

## Argument
El documental mostra, a través de la narració amb veu en off des del menjador de casa seva de l'octogenari bubi Angono Mba i amb imatges d'arxiu de la Filmoteca Espanyola, l'expedició finançada pel règim franquista duta a terme pel cineasta madrileny Manuel Hernández Sanjuán i el seu equip (Hermic Films), en la que Angono va fer de portador. L'expedició va recórrer la Guinea Espanyola entre 1944 i 1946 a la recerca d'un llac misteriós on segons una llegenda es podien veure 10.000 elefants junts.

## Crítiques
| «                                    | "Fantàstic exercici de memòria i de negror nostàlgic (...) amanit per una lírica i finíssima crítica al colonialisme, (...) Pel·lícula molt curiosa i il·lustrativa" | » |
| — Oti Rodríguez Marchante: Diari ABC | |   |

| «                             | "És un interessant acostament al colonialisme a Guinea (...) part d'un cert onirisme per a aconseguir una memòria crítica en les antípodes de la nostàlgia." | » |
| — Javier Ocaña: Diari El País | |   |

| «                              | "Bella i inclassificable opera prima il·luminada després de més de quinze anys de recerca històrica i formal (...) Puntuació: ★★★★ (sobre 5)" | » |
| — Sergio F. Pinilla: Cinemanía | |   |

## Recepció
Fou exhibida a la secció Zabaltegi del Festival Internacional de Cinema de Sant Sebastià 2015 i al Festival de Cinema Africà de Tarifa-Tànger. També fou nominat al Gaudí a la millor pel·lícula documental.